# Azyz Amami
Azyz Amami (arabe : عزيز عمامي), né le 21 février 1983 à Tunis, est un militant, cybermilitant et blogueur tunisien, opposé au régime de Zine el-Abidine Ben Ali.

## Engagements
Il rejoint la communauté des blogueurs en 2009.
Le 22 mai 2010, Azyz Amami est l'un des organisateurs de la manifestation contre la censure d'Internet en Tunisie, manifestation qui est avortée par la police après l'arrestation de ses compères Yassine Ayari et Slim Amamou.
Amami figure parmi les personnalités de la révolution de 2011, qui renverse le régime de Zine el-Abidine Ben Ali : il participe notamment à l'organisation de plusieurs événements dont les plus notables sont les manifestations ayant lieu à Tunis les 25, 27 et 30 décembre 2010, sur la place Mohamed-Ali, en face des locaux de l'Union générale tunisienne du travail.
Le 6 janvier 2011, il est arrêté par les services de la sécurité nationale, avec plusieurs autres cyber-militants, à la suite des attaques des Anonymous contre les sites officiels tunisiens. Il est libéré le 13 janvier 2011, à la suite du discours télévisé prononcé par Ben Ali.
Après la révolution, Azyz Amami reste une figure du milieu militant. Il soutient à plusieurs reprises la cause des blessés de la révolution, ainsi que celle des jeunes révolutionnaires arrêtés et accusés des violences liées aux manifestations ayant conduit à la chute du régime ou s'opposant aux gouvernements successifs. Il est arrêté plusieurs fois et tabassé par la police,.

## Arrestation
Le 13 mai 2014, il est arrêté par la police de La Goulette dans une voiture, en compagnie d'un ami. Il est alors tabassé et accusé de consommation de cannabis. Son arrestation provoque un tollé dans le pays. Quelques jours auparavant, il avait lancé une campagne en soutien aux jeunes ayant été arrêtés et jugés pour avoir brûlé des postes de police pendant la révolution. Lors d'une émission télévisée, il avait ouvertement accusé les policiers de La Goulette d'avoir brûlé eux-mêmes leur poste dans le but d'éliminer ses archives.
Le 23 mai 2014, Azyz Amami, ainsi que son ami, sont libérés à la suite d'un non-lieu prononcé en leur faveur. Le ministère public annonce le 26 mai faire appel de la décision.